# 3 Pułk Strzelców Granicznych
3 Pułk Strzelców Granicznych – oddział Strzelców Granicznych.

## Formowanie i zmiany organizacyjne
W listopadzie 1918 w Zagłębiu Dąbrowskim został sformowany Szwadron Straży Granicznej. W marcu 1919 szwadron został przeformowany w 4 samodzielny dywizjon Straży Granicznej. Sztab pułku został rozlokowany we Włocławku przy ul. Toruńskiej 10. W tym samym miesiącu dywizjon został rozwinięty w 3 pułk Straży Granicznej, a w kwietniu przemianowany na 3 Pułk Wojskowej Straży Granicznej i podporządkowany Inspektoratowi Wojskowej Straży Granicznej. W lutym 1920 ze składu oddziału został wydzielony I dywizjon, na bazie którego został sformowany 4 pułk Strzelców Granicznych. Ponadto, w tym samym miesiącu, pułk wysłał uzupełnienie dla 1 samodzielnego dywizjonu Wojskowej Straży Granicznej.
3 marca 1920 oddział został przemianowany na 3 pułk Strzelców Granicznych i podporządkowany Dowództwu Strzelców Granicznych. Dowództwo pułku stacjonowało we Włocławku.
Na dzień 1 maja 1920 pułk liczył 43 oficerów, 139 podoficerów, 1828 szeregowców, 171 koni wierzchowych, 56 koni taborowych, 1770 karabinów i 8 karabinów maszynowych. Posiadał też 26 wozów i 2 samochody.
Rozporządzeniem MSWojsk. z 13 listopada 1920 nakazano zluzowanie kolejnych pułków Strzelców Granicznych. Batalion wartowniczy nr 4/II przegrupowany z Dorohuska do Grudziądza otrzymał zadanie zastąpienia 3 pułku Strzelców Granicznych pełniącego wówczas służbę w Prusach Wschodnich na odcinku od Mławy do rozwidlenia Wisły z Nogatem.
14 listopada 1920 jeden podchorąży i 141 szeregowych oraz 153 konie pod dowództwem porucznika Józefa Węgra zostały wcielone do 21 pułku Ułanów Nadwiślańskich. Na początku 1921 pułk został rozformowany.

## Służba graniczna
27 marca 1920 1 pułk Strzelców Granicznych obsadzał granicę OG „Pomorze” z obszarem plebiscytowym Prus Wschodnich od szosy Mława – Neidenburg do granic Wolnego Miasta Gdańska. Dowództwo pułku stacjonować miało wtedy w Brodnicy. W rzeczywistości stacjonowało w Grudziądzu, gdyż garnizon Brodnica zajęty był przez inne oddziały wojskowe.
Stan pułku na 1 maja 1920 wynosił 43 oficerów, 139 podoficerów, 1828 szeregowych, 171 koni wierzchowych, 56 konin taborowych i 2 samochody. W skład pułku wchodziły 2 dywizjony po 4 szwadrony strzelców granicznych (po 4 plutony w każdym) oraz szwadron szkolny. uzbrojenie: austriackie karabiny Mannlicher wz. 95 oraz karabiny maszynowe: Maxim wz. 1910 kal. 7,62, Colt kal. 7,62, Madsen kal 7,62, Maxim wz. 1908 kal. 7.92, Bergmann wz. 1915 kal. 7,92, Hotschkiss wz. 1914 kal. 8 mm oraz St. Etienne wz. 1907. Policyjny charakter jednostki sprawił, że jednostka nie posiadała szwadronu karabinów maszynowych (na etacie dopiero od 19 VIII 1920), baterii artylerii ani innych specjalistycznych pododdziałów. stan wyszkolenia, zaopatrzenia w części zamienne oraz amunicje w literaturze określono jako koszmarny. W końcu sierpnia 1920 pułk ponownie obsadził granicę polsko-niemiecką na odcinku Pepłówka – Małe Walichnowy. 4 listopada zmienił miejsce stacjonowania na Grupę koło Grudziądza. 25 listopada dowódcą został ppłk Ludwik Postępski. W związku z likwidacją Wojskowej Straży Granicznej, 3 Pułk Straży Granicznej został rozformowany z końcem 1920. Z części żołnierzy sformowano VIII Batalion Wartowniczy, reszta trafiła do 18 pułku ułanów, 8 Dywizjonu Żandarmerii w Toruniu oraz 11(21) pułku ułanów w Starej Wsi koło Warszawy. 65 zawodowych podoficerów trafiło do powstającej Straży Celnej.
4 grudnia 1920 rozpoczęto się luzowanie oddziałów Strzelców Granicznych w DOG „Pomorze” Całość granic przylegających do tego okręgu podzielono na pięć odcinków. Pierwszy od szosy Białuckiej do rozwidlenia Nogatu i Wisły, a ochraniany przez 3 Pułk Strzelców Granicznych, obsadzić miał batalion wartowniczy nr 4/II z miejscem postoju dowództwa w Grudziądzu. Długość odcinka luzowania wynosiła 225 km. Z powodu zbyt małego stanu osobowego, 4/II batalion nie był w stanie obsadzić pełnej długości odcinka. Chwilowo obsadził tylko odcinek od szosy Białuckiej do jeziora Żaryń, a czasowe mp dowództwa to Lubawa. Rozkaz dowódcy OGen. wskazywał następujące rozmieszczenie dowództw kompanii: Krasnołęka, Szczuplin, Grabowo, Sempławo. Zluzowany 1 dywizjon 3 pułku StG miał skoncentrować się w Lubawie, a stamtąd transportem kolejowym przegrupować się do Grupy, gdzie nastąpić miała likwidacja. II dywizjon pozostawał w dalszym ciągu na granicy. Dowództwo nad nim przejął zastępca dowódcy 3 pSt.G.

## Kadra pułku
dowódcy pułku
- ppłk Walter
- ppłk kaw. tyt. płk Eugeniusz Habich (6 III 1919[13] – 9 XI 1920[14])

Według stanu na 29 maja 1920 szwadronami dowodzili:
- dowódca 1 szwadronu – rtm. Adam Lubiński
- dowódca 2 szwadronu – rtm. Artur Ożóg
- dowódca 3 szwadronu – por. Boguchwał Ogłaza
- dowódca 4 szwadronu – ppor. Jan Ursyn-Zamarajew
- dowódca 5 szwadronu – por. Zdzisław Szczepański
- dowódca 6 szwadronu – por. Karol Paderewski
- dowódca 7 szwadronu – por. Edward Woronowicz
- dowódca 8 szwadronu – ppor. Antoni Macherski[15]

Obsada etatowa 8 września 1920:
- dowódca pułku – ppłk kaw. tyt. płk Eugeniusz Habich
- zastępca dowódcy pułku – mjr Albin Gołko
- adiutant pułku – por. Władysław Załuski
- kapelan pułku – kpt. Brunon Palmowski
- dowódca szwadronu szkolnego – rtm. Adam Łubieński
- oficer prowiantowy – ppor. Miron Fedorowski
- oficer kasowy – pchor. Jan Jeżak
- dowódca I dywizjonu – mjr Edmund Lubański
  - adiutant dywizjonu – ppor. Jan Orłowski
  - dowódca 1 szwadronu – ppor. Bolesław Gąsowski
  - dowódca 2 szwadronu – rtm. Józef Broda
  - dowódca 3 szwadronu – ppor. Joachim Wasilewski
  - dowódca 4 szwadronu – ppor. Sarap Jerzy Wukiczewicz
- dowódca II dywizjonu – p.o. por. Rudolf Rozenberg
  - dowódca 5 szwadronu – por. Zdzisław Szczepański
  - dowódca 6 szwadronu – por. Karol Padarewski
  - dowódca 7 szwadronu – por. Edward Woronowicz
  - dowódca 8 szwadronu – ppor. Jan Ursyn-Zamarajew
- dowódca szwadronu karabinów maszynowych – por. Lucjan Skirgajło

Ponadto:
- dowódca II dywizjonu – mjr Kazimierz Sokołowski – od 1 stycznia 1919[17]
- od 16 VIII 1920 kapelanem był ks. Brunon Palmowski.
- oficer szwadronu szkolnego – por. Jan Ciepliński[18]